# Cosmia monotona
Cosmia monotona är en fjärilsart som beskrevs av George Francis Hampson 1914. Cosmia monotona ingår i släktet Cosmia och familjen nattflyn. Inga underarter finns listade i Catalogue of Life.